# Pantaleon Potocki

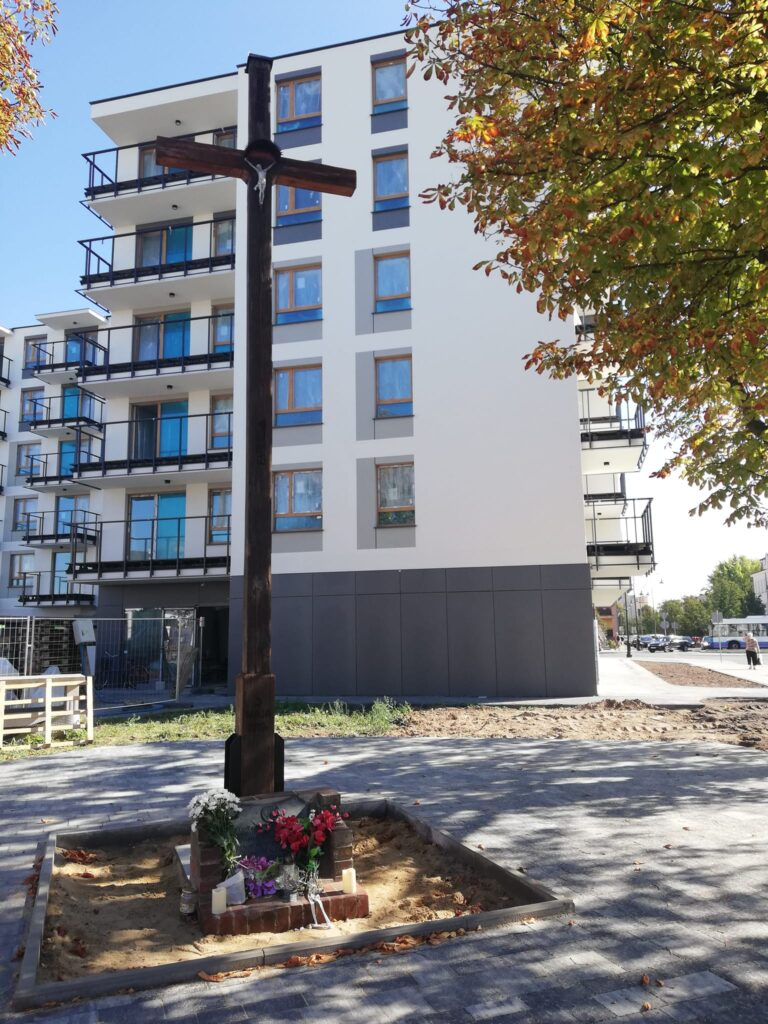
Krzyż postawiony przez mieszkańców Siedlec 3 maja 1919 w miejscu stracenia Pantaleona Potockiego.

Pantaleon Ignacy Potocki herbu Szeliga
(ur. 21 lipca 1817 w Cisiach, zm. 17 marca 1846 w Siedlcach) – polski szlachcic, dowódca grupy powstańczej, spiskowiec, uczestnik powstania w 1846.
Syn Teodora Potockiego (zm. 25 listopada 1830), generała artylerii konnej i Tekli z Karasińskich. Wnuk Wawrzyńca Potockiego.
Jego starszy brat Maurycy (ur. 21 września 1814) walczył w powstaniu listopadowym.

## Powstanie krakowskie 1846
Do spisku mającego na celu wybuch powstania narodowego wciągnął Potockiego najprawdopodobniej Karol Ruprecht. Powierzonym Potockiemu zadaniem było opanowanie Siedlec i przecięcie Rosjanom drogi przemarszu w stronę Warszawy. Datę wybuchu powstania wyznaczono na noc z 21 na 22 lutego 1846. Ostatecznie powstanie objęło wyłącznie Kraków, zaś akcję powstańczą w zaborze rosyjskim odwołano. Informacja o tym nie dotarła jednak do Potockiego. Jego bezpośredni zwierzchnik, Bronisław Dąbrowski dowiedziawszy się 20 lutego o rozbiciu spiskowców w Wielkopolsce porzucił konspirację i zbiegł do Prus. 
Nieświadomy wypadków Potocki, z grupą kilkunastu ludzi przystąpił do realizacji założonego planu. Udało mu się opanować siedlecki odwach, zabijając jednego z żandarmów i raniąc pięciu innych. Następnie wkroczył na odbywający się w resursie kupieckiej bal karnawałowy, w którym uczestniczyli m.in. prezydent Siedlec i naczelnik powiatu. Potocki bezskutecznie nawoływał obecnych do powstania.

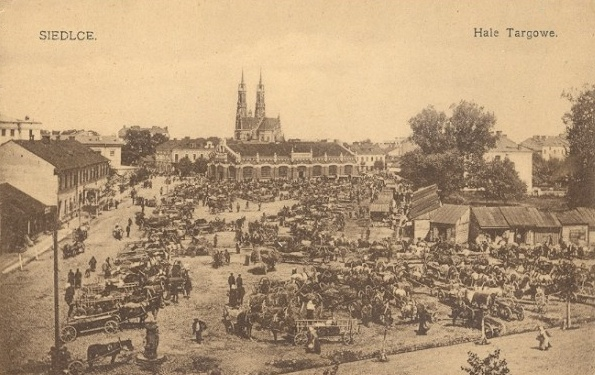
Targ miejski w Siedlcach - miejsce stracenia Pantaleona Potockiego

Rozczarowany fiaskiem akcji rozpuścił swój niewielki oddział i prawdopodobnie zamierzał uciec za granicę. Wraz z dwoma towarzyszami (Stanisław Kociszewski i Władysław Żarski, obaj aplikanci w sądach warszawskich) udał się w stronę rodzinnego domu w Cisiach, aby zabrać pieniądze na drogę. Do dworu nie dotarł. Ukrył się w młynie niedaleko Kotunia, który Potoccy dzierżawili Janowi Jaworskiemu. Obawiając się patroli wojsk rosyjskich, Pantaleon Potocki polecił Jaworskiemu, który był jego przyjacielem z dzieciństwa, skontaktowanie się z rodziną w Cisiu. Młynarz jednak zamiast tego powiadomił o przybyszu chłopów z Kotunia, którzy postanowili go ująć, licząc na nagrodę od zaborcy. Broniąc się, Potocki zastrzelił jednego z nich - niejakiego Antoniego Kryckiego. Został jednak pojmany i wydany żandarmom. Jego dwaj towarzysze zostali schwytani w pobliskiej wsi Pieróg, również przy udziale miejscowych chłopów.
Wszyscy trzej zostali przewiezieni do warszawskiej Cytadeli, gdzie 16 marca stracono Kociszewskiego i Żarskiego. Natomiast Potocki został z powrotem przewieziony do Siedlec, gdzie 17 marca 1846 o godzinie 15. powieszono go publicznie na targu miejskim (obecnie skrzyżowanie ulic Sienkiewicza i Świętojańskiej).
Ku jego pamięci 3 maja 1919 r.  mieszkańcy postawili krzyż w miejscu egzekucji.